# Olmedo (kommun i Spanien, Kastilien och Leon, Provincia de Valladolid, lat 41,30, long -4,71)
Olmedo är en kommun i Spanien.   Den ligger i provinsen Provincia de Valladolid och regionen Kastilien och Leon, i den centrala delen av landet, 130 km nordväst om huvudstaden Madrid. Antalet invånare är 3 868. Arean är 129 kvadratkilometer.
Terrängen i Olmedo är platt.